# Zylinderschloss

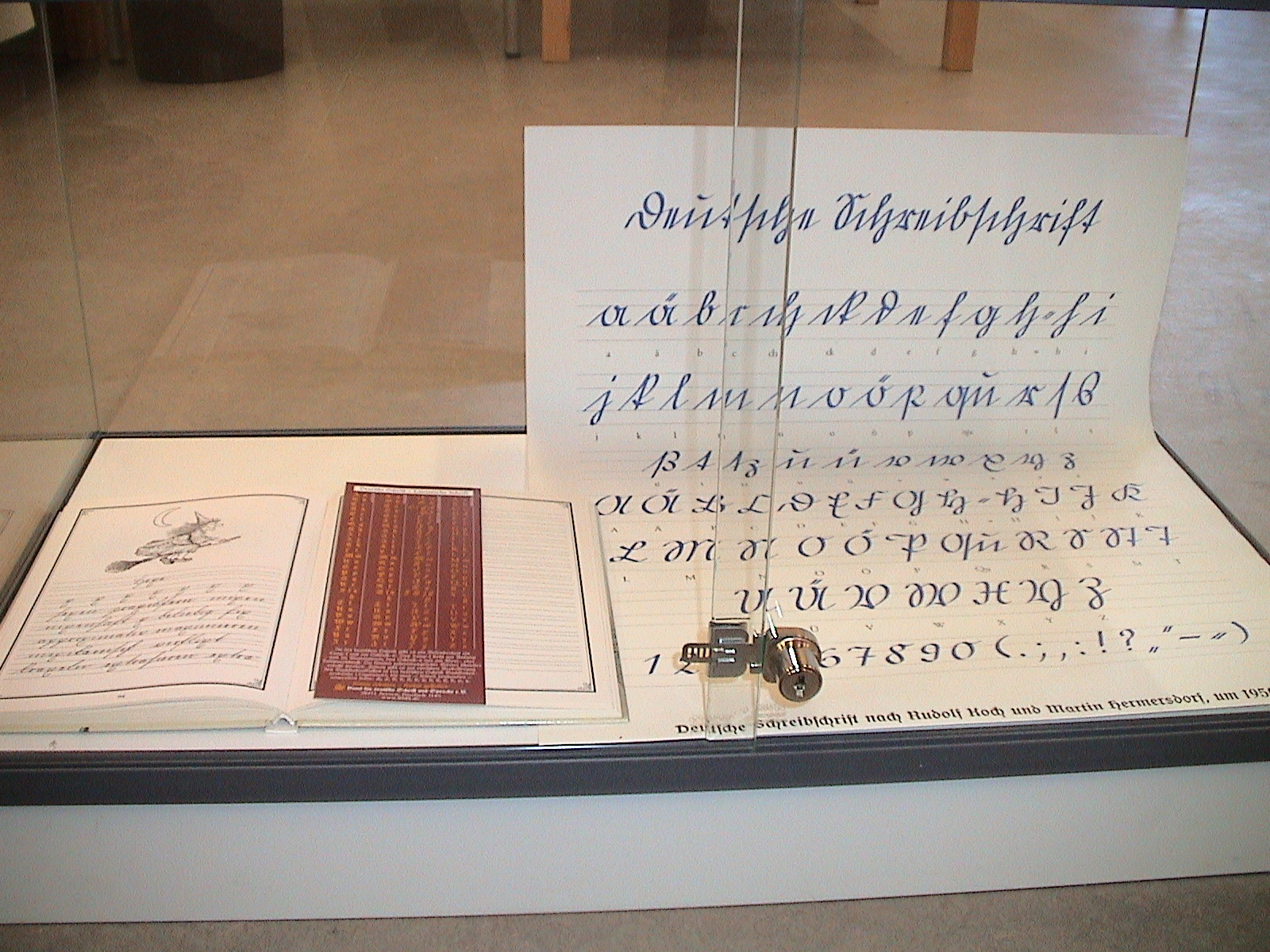
Zylinderschloss in einer Ausstellungsvitrine der Stadtbibliothek Straubing

Ein Zylinderschloss ist eine Verriegelungsvorrichtung, bei der ein Schließzylinder als Antrieb für die eigentliche Schlossvorrichtung eingesetzt wird.

## Konzept
Dem Zylinderschloss liegt das Konzept der Trennung der Funktionen zugrunde. Das Schloss selbst bewirkt die eigentliche Verriegelung (Versperrung) der Tür, während die Funktion des Antriebs des Riegels bzw. der Falle sowie die Sicherung des Schließmechanismus gegen fremde Schlüssel (bzw. andere unerlaubte Öffnungsversuche) vom Schließzylinder übernommen wird.

## Bauweise
Im Bauwesen werden Zylinderschlösser heute meist als Einsteckschlösser gefertigt, die in eine entsprechende Aussparung (Schlosstasche) in der Schmalseite eines Türblatts geschoben und mit Schrauben an der Tür befestigt werden.
Sowohl das Einsteckschloss wie auch das Türblatt müssen seitlich eine passende Öffnung zum Einschieben des Schließzylinders besitzen. Der Schließzylinder wird über eine lange Schraube fixiert, die von der Schmalseite der geöffneten Tür durch den sogenannten Stulp des Einsteckschlosses in den Zylinder gedreht wird.

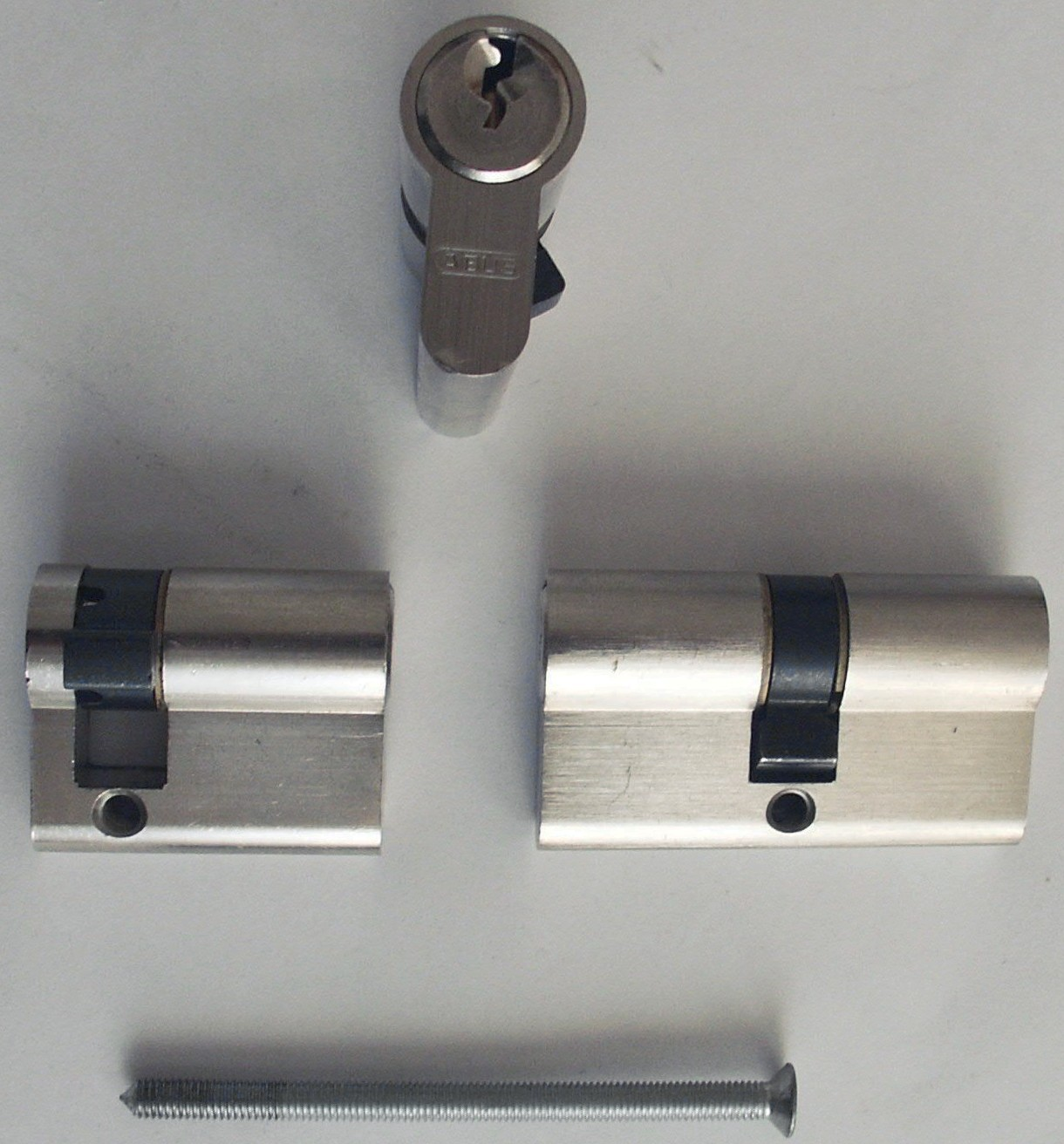
Profilzylinder – deutlich sichtbar der Mitnehmer

Ein unten aus dem Profilzylinder vorstehender Mitnehmer treibt den Riegel des Schlosses an. Wenn das Einsteckschloß über einen sogenannten Wechsel verfügt, so kann über den Mitnehmer auch die Falle des Schlosses zurückgezogen werden. Dies ist beispielsweise bei Hauseingängen, Personaleingängen usw. erforderlich, wenn diese an der Außenseite lediglich über einen Türknauf (anstelle einer Klinke) verfügen.
Der Mitnehmer des Zylinders kann mit dem Schlüsselbart eines Schlüssel für Buntbart- oder Chubbschlösser verglichen werden, der bei Kasten- oder Einsteckschlössern für einfache Zimmertüren in der Regel unmittelbar den Antrieb des Riegels bewirkt.
Der innere Aufbau eines Zylinderschlosses entspricht ansonsten diesen herkömmlichen Schlössern. Der Unterschied besteht im Wesentlichen darin, dass im Zylinderschloss ein kleinerer Schlüssel verwendet wird, der zunächst auf den Mitnehmer des Schließzylinders einwirkt, statt unmittelbar den Riegel zu betätigen.
Der Mitnehmer des Schließzylinders ist normalerweise so angeordnet, dass er im Zustand, in dem der Schlüssel aus dem Zylinder abgezogen werden kann, seitlich schräg aus dem Zylinder herausragt. Auf diese Weise wird der Zylinder im Innern des Einsteckschlosses arretiert, so dass er ohne passenden Schlüssel nicht entfernt oder gewechselt werden kann.
Die Falle des Zylinderschlosses kann grundsätzlich auch ohne Profilzylinder über die Türklinke (Drücker) betätigt werden, so dass die Tür auch ohne Schließzylinder verwendbar ist. Die für den Zylinder vorgesehenen Öffnungen können durch Türrosetten oder Blindbleche abgedeckt werden. Lediglich zur Verriegelung des Schlosses wird der Schließzylinder benötigt.
Wenn die Zylinderschlösser während der Bauphase in Neubauten noch nicht mit Türklinke (Drücker) und Zylinder ausgestattet worden sind, so kann die Drückernuss mit einem sogenannten Bauschlüssel betätigt werden, um die Falle zurückzuziehen und die Türe zu öffnen.

## Vorteile
Vorteile von Zylinderschlössern gegenüber herkömmlichen Buntbart- oder Chubb-Schlössern:
- Es können Zylinder verschiedener Sicherheitsgrade verwendet werden, von einfachen Sicherheitszylindern bis hin zu solchen mit elektronischen Sicherungselementen oder Panzerung.
- Bei Änderung der Schließbedürfnisse ist es einfacher, den Zylinder auszutauschen, als das gesamte Schloss zu wechseln. Theoretisch können die einzelnen Zylinder durch den Austausch der genormten Schließstifte auf andere Schlüssel angepasst werden.

## Geschichte
Verantwortlich für das Zylinderschloss, so wie wir es heute kennen, ist Linus Yale Junior, Sohn eines amerikanischen Schlossers. Er stieg 1850 in das Schlossgeschäft seines Vaters Linus Yale Senior in Franklin County (Massachusetts) ein und baute das von Yale Senior entwickelte pin tumbler lock (zu dt. Sicherheitsschloss) aus. Dabei griff er das alte Prinzip des Fallriegelschlosses der Ägypter wieder auf und entwickelte in den Jahren 1860–65 das erste Sicherheitszylinderschloss mittels spezieller Stiftzuhaltungen. Bis 1865 mussten Schlüssel lang genug sein, um durch die Türe hindurch zu reichen, da die meisten Türschlösser auf der Innenseite der Türe angebracht waren. Durch den Einsatz von vier Sperrstiftpaaren und deren Verbau in einem Zylinder (dazumal eine Neuheit) konnten Form und Länge des Schlüssels auf ein einheitliches, viel kürzeres Maß reduziert werden, das unabhängig von der Dicke der Tür war, in welcher der Zylinder verbaut wurde. Die Sperrstifte verhinderten das Öffnen durch einen anderen, ähnlich konstruierten Schlüssel, da die Länge der jeweiligen Sperrstifte exakt auf die Niveauunterschiede des zugehörigen Schlüsselbartes angepasst waren. Somit gab es nur einen Schlüssel, der das Schloss tatsächlich öffnen konnte. Mit dieser Erfindung wurde der Grundstein für alle nachfolgenden Varianten des Zylinderschlosses gelegt. Die Arbeit der beiden Yales – vor allem die letzteren – hatten einen tiefen und dauerhaften Einfluss auf die Schlossindustrie. Fast alle amerikanischen und viele ausländische Schloss-Hersteller übernahmen die Grundsätze der Yale'schen Schlosskonstruktion und folgten ihrem Vorbild in Design und Produktionsmethoden.

## Umbauten und mögliche Konsequenzen
Bei Einsteckschlössern mit Profilzylinderlochung kann ein Buntbarteinsatz eingebaut werden. Dann ist das Einsteckschloss für Buntbartschlüssel und den Einbau in Türblättern mit Lochung für Profilzylinder geeignet.
Diese Maßnahme reduziert jedoch die Sicherheit gegen unbefugtes Eindringen mit einem Dietrich.
Von Versicherungen wird häufig der Einbau eines Zylinderschlosses in Haus-, Wohnungs- und Einliegerwohnungstüren o. Ä. vorausgesetzt. Darum kann durch den Buntbart-Nachrüstsatz der Versicherungsschutz erlöschen.
Neuaufteilungen von Wohnungen bzw. Einliegerwohnungen können dazu führen, dass Türen mit Buntbartschlössern zur Wohnungstür werden müssen. Damit die Türen und Beschläge nicht gegen ein Türblatt mit Profilzylinderfräsung und anderen Normabständen ausgetauscht werden müssen, gibt es Austausch-Einsteckschlösser mit fest eingebautem Schließzylinder, der mit einem Kreuzbartschlüssel gedreht wird. So ist die Tür mit einem Zylinderschloss gesichert und die Vorgaben der Versicherer vermutlich eingehalten.
Die in dem Schlosstyp verwendete Einbausicherung wird auch als Nachrüstsatz für den Selbstumbau vorhandener Buntbartschlösser, Bartnutschlösser, Nutschlösser u. Ä. angeboten.